# Fray Ángel de Arruazu

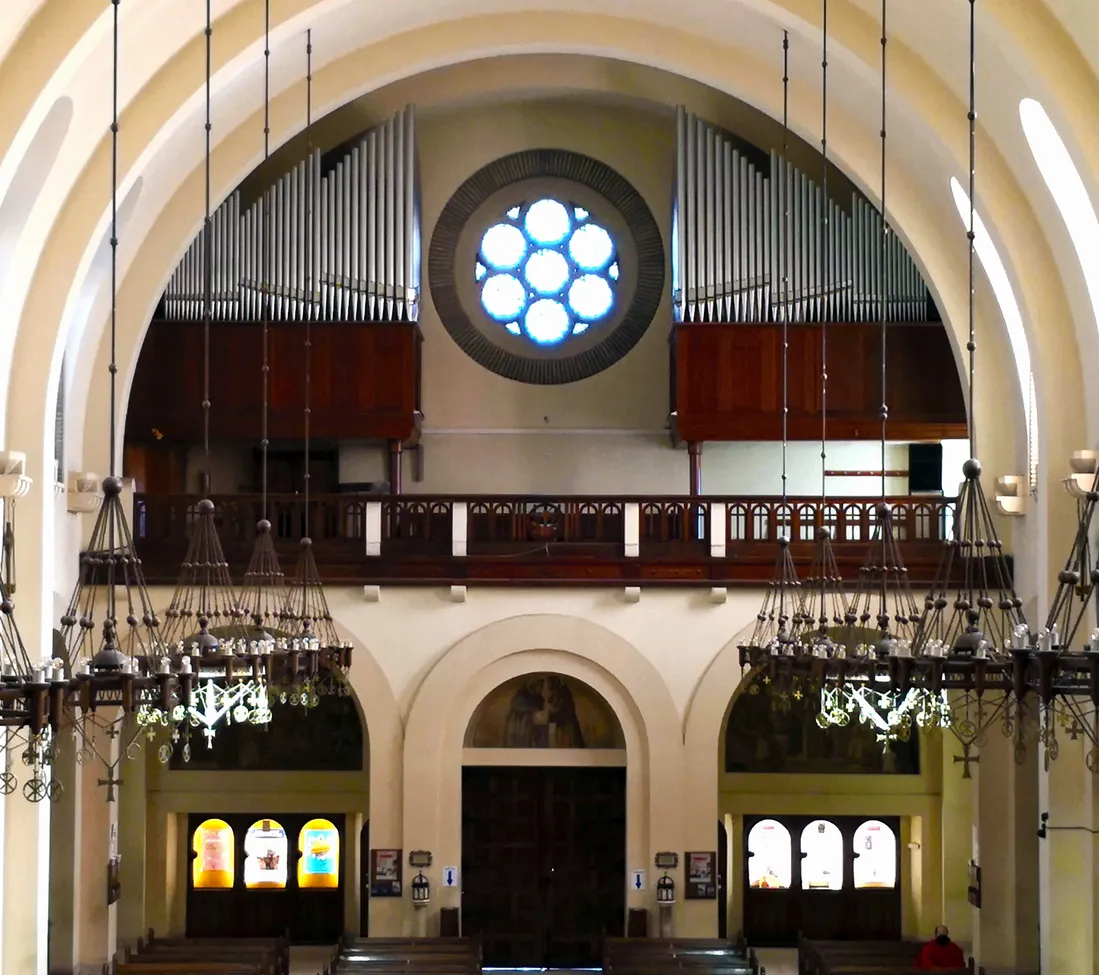
Órgano de la Iglesia de San Antonio de Padua donde Fray Ángel de Arruazu tocó durante sus últimos años de vida.

Federico Berguera Navarro (Arruazu, Navarra, 18 de julio de 1908 - Zaragoza, Aragón, 27 de mayo de 1973), que tomó el nombre de Agatángel o Ángel de Arruazu en la vida religiosa. Fue un fraile capuchino, organista, director de coro y compositor.

## Biografía

### Alsasua, Alma Mater (1920 - 1934)
Comenzó su formación musical en el Seminario Seráfico Capuchino de Alsasua, centro religioso que le acogió a los 12 años.  Donde también se formó en Humanidades. En 1926, con 18 años, ingresó en la Orden de los Hermanos Menores Capuchinos y en 1934, con 26 años, se ordenó sacerdote, cambiando su nombre de Federico Berguera Navarro por Agatángel o Ángel y adoptando el apellido de su localidad natal, Arruazu. Ese mismo año, fue destinado a Chile.

### Chile, aquella joven República (1934 - 1967)
En Chile ejerció su sagrado ministerio y vivió en Santiago, Viña del Mar, Constitución y Paine. A lo largo de 30 años desempeñó varios cargos y desarrolló buena parte de su labor musical, interpretando el órgano y componiendo música. Además, dirigió y fundó varios coros para los que compuso numerosas obras.

### Zaragoza, San Antonio de Padua (1967 - 1973)
En 1967, regresó a España, y fue destinado a Zaragoza, donde vivió en el Santuario de los Padres Capuchinos de San Antonio de Padua, hasta su muerte. Allí, ejerció como organista titular, director del coro parroquial y director de música del Colegio San Antonio de Padua.
A continuación, se muestra un texto recogido de una de las cartas escritas por Fray Ángel de Arruazu referente a su llegada al Convento de los Padres Capuchinos de Zaragoza:

Al llegar a uno de nuestros Conventos de Zaragoza y expresarle mi nombre al Padre que amablemente me recibió, exclamó éste:

- ¡Ah! ¿Es usted el músico? Pues se da la casualidad de que hace algunos días, estábamos diciendo: <<Cuando venga el P. Ángel de Arruazu, le vamos a hacer un homenaje>>.
- ¿Por qué?, le pregunté yo, y él me contestó con viveza:

- Pues, por la preciosa <<Misa de Difuntos>> que usted compuso, y que aquí cantamos casi todos los días. ¡Qué bien estaría, agregó luego, que compusiera usted ahora otra misa tan bonita como aquélla, pero en castellano!

## Obra
- Misa de Gloria (para órgano y voces).
- Misa de Requiem (para órgano y voces).
- Tres antífonas: A María, Reina magnífica y Virgen Bella.
- Seis himnos: De Cristo Rey, Exultate iusti, Himnos de victoria, Himno Oficial del Congreso Arquidiocesano de los Sagrados Corazones de Jesús y María, Himno del Colegio y el Himno Jubilosos cantemos.
- Cuarenta y cuatro canciones profanas, vascas y chilenas.
- Veintiún villancicos para cuatro voces.
- Plegarias.
- Tres piezas para voz y piano: Canción de primavera, La canción del huerfanito y Mi dulce hogar.